# Церковь Святого Карапета (Гандзани)
Церковь Святого Карапета (арм. Գանձայի Սուրբ Կարապետ եկեղեցի) — храм Армянской апостольской церкви в селе Гандзани, Ниноцминдского муниципалитета края Самцхе-Джавахети Грузии.

## История
Размеры церкви составляют 19,10 x 12,73 м. Церковь Святого Карапета была построена в 1859 году. Организатором и спонсором строительства храма был дед Ваана Терьяна — священник Григор. Также были пожертвованы большие средства местным населением. В результате на строительство было потрачено 15 000 рублей. Современник описывал церковь следующим образом:

…имеет великолепную церковь, с чисто тёсаным камнем и имеющей форму свода, на четырёх колоннах — эта церковь могла бы стать предметом гордости для многих городов, построенная на пожертвования народа и с поддержкой и заботой священника Григора.
Оригинальный текст (арм.)...ունի մի փառաւոր եկեղեցի, սրբատաշ քարով և թաղակապ, չորս սիւների վերայ. այդ եկեղեցին պարծանք կարող է բերել մինչև անգամ շատ քաղաքների, շինուած ժողովրդի տուրքով և հանգուցեալ Գրիգոր քահանայի օժանդակությամբ և հոգատարությամբ: